# Isak Kjölström
Isak Kjölström,född 7 mars 1769 i Stockholm, död 25 april 1821 i Stralsund, var en svensk målare, tecknare, grafiker och hovråd hos pommerska regeringen. 
Han var son till tobakshandlaren Peter Kjölström och Catharina Haggren. Kjölström studerade vid Konstakademien från 1779 och 1784–1790 under ledning av Elias Martin och Johan Fredrik Martin. Hans tidiga konst är starkt influerad av bröderna Martins maner. Efter studierna bosatte han sig i Linköping 1794 och arbetade där som lärare i teckning och grafik men lämnade Sverige 1797 för att vistas i bland annat Berlin. Han blev borgare i Stralsund 1799 och var verksam som registrator och hovråd. Som konstnär utförde han i punktgravyr och etsning ett antal porträtt av bland annat Gustaf IV Adolf (1800), prinsessan Sophia Wilhelmina (1803) och en elvaårig Johan Fredrik Berwald (1798). Som illustratör skar han ett prospekt över Stora Kopparbergs gruva efter en förlaga av Gustaf Broling för Eric Hammarströms Äldre och nyare märkvärdigheter vid Stora Kopparberget som utgavs 1789–1792 och en karta över Söderfors bruk efter en förlaga av CJ Schedin för Eric Michael Fants Historia officinæ ancorariæ Söderfors 1791 samt titelvinjetten till Matthias Stenhammars Minne af ... A. Joh. Lindblom 1797. Han utförde även situationskartor över Kärna och Kaga församlingar i Östergötland 1794 och utsikter från Greifswald, exlibris, akvarellerade landskapsteckningar. Kjölström är representerad med målningen Utsikt över Stora stöten vid Falu gruva i Stora Kopparbergs Bergslags samlingar och med gravyrer vid Kungliga biblioteket, Uppsala universitetsbibliotek och Nationalmuseum.  Kjölström var representerad vid utställningen Stockholmsliv genom konstnärsögon som visades på Stockholms stadsmuseum 1952.